# Pissantin
Pissantin est une localité située dans le département de Toéni de la province du Sourou dans la région de la Boucle du Mouhoun au Burkina Faso.